# Maddy O'Reilly
Maddy O'Reilly (Mount Airy, Carolina del Norte; 3 de mayo de 1990) es una actriz pornográfica estadounidense.

## Biografía
Maddy O'Reilly, nombre artístico de Emily Nicholson, nació el 3 de mayo de 1990 en Mount Airy, una pequeña localidad del estado de Carolina del Norte, en una familia con ascendencia irlandesa y alemana. Antes de entrar en la industria del cine para adultos, trabajó como vendedora en un concesionario de CarMax. Debutó como actriz porno en agosto de 2011 a los 21 años de edad en la película My Little Panties 3.
En 2013 interpretó a Dorothy Gale en la parodia porno de El mago de Oz titulada Not the Wizard of Oz XXX, por la que estuvo nominado en los Premios AVN a la Mejor actriz y ganó el premio a la Mejor escena de masturbación.
En 2014 O'Reilly debutó como codirectora y actriz en la película Maddy O'Reilly is Slutwoman. Su primera película en solitario tras las cámaras fue Maddy O'Reilly's Submission, con el que ganó el Premio XBIZ al lanzamiento BDSM del año.
Además de su carrera como actriz y directora porno, Maddy O'Reilly destaca por su labor humanitaria, siendo voluntaria de la asociación contra el abandono animal Humane Society of the United States en su tiempo libre.
Ha rodado más de 730 películas como actriz.

## Premios y nominaciones
| Año  | Ceremonia    | Resultado | Premio                                                 | Trabajo                            |
| ---- | ------------ | --------- | ------------------------------------------------------ | ---------------------------------- |
| 2013 | Premios AVN  | Nominada  | Mejor actriz revelación                                | —                                  |
| 2013 | Premios AVN  | Nominada  | Mejor Tease Performance                                | Young and Glamorous 3              |
| 2013 | Premios AVN  | Nominada  | Mejor escena de sexo chico/chica                       | Young and Glamorous 3              |
| 2013 | Premios XBIZ | Nominada  | Mejor actriz revelación                                | —                                  |
| 2013 | Premios XBIZ | Nominada  | Mejor escena de sexo en película gonzo                 | Bombshells 4                       |
| 2013 | Premios XRCO | Nominada  | Mejor actriz revelación                                | —                                  |
| 2013 | Premios XRCO | Nominada  | Mejor escena de sexo gonzo                             | Cream Dream of the Year            |
| 2014 | Premios AVN  | Nominada  | Mejor actriz                                           | Not the Wizard of Oz XXX           |
| 2014 | Premios AVN  | Ganadora  | Mejor escena de masturbación                           | Not the Wizard of Oz XXX           |
| 2014 | Premios AVN  | Nominada  | Artista femenina del año                               | —                                  |
| 2014 | Premios AVN  | Nominada  | Mejor escena de sexo oral                              | 3 On Their Knees                   |
| 2014 | Premios AVN  | Nominada  | Mejor escena POV de sexo                               | Hooker Experience                  |
| 2014 | Premios AVN  | Nominada  | Mejor escena de trío M-H-M                             | Not the Wizard of Oz XXX           |
| 2014 | Premios XBIZ | Nominada  | Mejor actriz en película de sexo en pareja             | Shades of Kink                     |
| 2014 | Premios XBIZ | Nominada  | Mejor actriz en película parodia                       | Not the Wizard of Oz XXX           |
| 2014 | Premios XBIZ | Nominada  | Mejor escena de sexo en película parodia               | Not the Wizard of Oz XXX           |
| 2014 | Premios XBIZ | Nominada  | Mejor escena de sexo en película de parejas o temática | Shades of Kink                     |
| 2014 | Premios XBIZ | Nominada  | Mejor escena de sexo en película protagonista          | Daddy's Girls                      |
| 2014 | Premios XBIZ | Nominada  | Mejor actriz protagonista                              | Daddy's Girls                      |
| 2014 | Premios XRCO | Nominada  | Orgasmic Oralist of the Year                           | —                                  |
| 2014 | Premios XRCO | Nominada  | Mejor actriz                                           | Not the Wizard of Oz XXX           |
| 2015 | Premios AVN  | Nominada  | Mejor escena de sexo lésbico en grupo                  | Mysterious Ways                    |
| 2015 | Premios AVN  | Nominada  | Mejor escena de sexo chico/chica                       | Liberation Of Anna Lee             |
| 2015 | Premios AVN  | Nominada  | Mejor escena de trío M-H-M                             | Maddy O'Reilly is Slutwoman        |
| 2015 | Premios AVN  | Nominada  | Premio fan: Actriz porno favorita                      | —                                  |
| 2015 | Premios AVN  | Nominada  | Premio fan: Artista más extravagante                   | —                                  |
| 2015 | Premios AVN  | Nominada  | Premio fan: Culo más caliente                          | —                                  |
| 2015 | Premios AVN  | Nominada  | Artista femenina del año                               | —                                  |
| 2015 | Premios AVN  | Nominada  | Mejor escena escandalosa de sexo                       | Maddy O'Reilly's Submission        |
| 2015 | Premios AVN  | Nominada  | Mejor escena de sexo lésbico en grupo                  | School of MILF                     |
| 2015 | Premios AVN  | Nominada  | Mejor actriz                                           | Sexual Liberation Of Anna Lee      |
| 2015 | Premios AVN  | Nominada  | Mejor escena de sexo anal                              | Rump Raiders 5                     |
| 2015 | Premios AVN  | Nominada  | Mejor escena de trío H-M-H                             | Performers Of The Year 2014        |
| 2015 | Premios AVN  | Nominada  | Mejor escena de sexo en grupo                          | King James                         |
| 2015 | Premios XBIZ | Nominada  | Artista femenina del año                               | —                                  |
| 2015 | Premios XBIZ | Nominada  | Mejor escena de sexo en película de parejas o temática | Sexual Liberation Of Anna Lee      |
| 2015 | Premios XBIZ | Ganadora  | Mejor actriz en película de sexo en pareja             | Sexual Liberation Of Anna Lee      |
| 2015 | Premios XBIZ | Nominada  | Mejor escena de sexo en película lésbica               | Mysterious Ways                    |
| 2015 | Premios XRCO | Nominada  | Superslut of the Year                                  | —                                  |
| 2015 | Premios XRCO | Nominada  | Mejor actriz                                           | Sexual Liberation Of Anna Lee      |
| 2016 | Premios AVN  | Nominada  | Mejor escena de sexo lésbico en grupo                  | Sisterhood                         |
| 2016 | Premios AVN  | Nominada  | Mejor escena de sexo en grupo                          | Flesh                              |
| 2016 | Premios AVN  | Nominada  | Mejor actuación solo / tease                           | Oiled Up 3                         |
| 2016 | Premios AVN  | Nominada  | Artista femenina del año                               | —                                  |
| 2016 | Premios AVN  | Nominada  | Mejor escena POV de sexo                               | Big Black Cock POV                 |
| 2016 | Premios AVN  | Nominada  | Estrella mainstream del año                            | —                                  |
| 2016 | Premios AVN  | Nominada  | Mejor escena de trío M-H-M                             | Lex Is Up Her Ass                  |
| 2016 | Premios XBIZ | Nominada  | Mejor escena de sexo en película de parejas o temática | Daddy's Girls 2                    |
| 2016 | Premios XRCO | Nominada  | Superslut of the Year                                  | —                                  |
| 2017 | Premios AVN  | Nominada  | Mejor escena de sexo en grupo                          | The Sins Life                      |
| 2017 | Premios AVN  | Nominada  | Premio fan: Culo más épico                             | —                                  |
| 2017 | Premios AVN  | Nominada  | Premio fan: Estrella mediática                         | —                                  |
| 2017 | Premios XRCO | Nominada  | Superslut                                              | —                                  |
| 2018 | Premios AVN  | Nominada  | Mejor escena de doble penetración                      | All Stuffed Up 2                   |
| 2018 | Premios AVN  | Nominada  | Mejor escena de sexo en realidad virtual               | Sinful Summer Vacation             |
| 2018 | Premios AVN  | Nominada  | Premio fan: Culo más épico                             | —                                  |
| 2018 | Premios XBIZ | Nominada  | Mejor escena de sexo en película lésbica               | Girl Crushed 2                     |
| 2019 | Premios AVN  | Nominada  | Premio fan: Culo más épico                             | —                                  |
| 2021 | Premios AVN  | Nominada  | Mejor escena escandalosa de sexo                       | Puke Snorting Sluts Tori and Maddy |